# Kevin Seal
Kevin Seal est un comédien américain né le 26 juin 1960[réf. nécessaire] à Albany (New York, États-Unis).

## Filmographie

### Cinéma
- 2003 : Le chat chapeauté : Mr. Vompatatat

### Télévision
- 1988 : Whose Line Is It Anyway? : lui-même
- 1997 : Le Laboratoire de Dexter : Mr. Clark/RA (voix)
- 2000 : Le Drew Carey Show : Ray
- 2000 : Moumoute, un mouton dans la ville : Moumoute/Général Particulier (voix)
- 2003 : Les Supers Nanas: Commis/garde (voix)
- 2003 : Jenny Robot: Fatty/Man#2 (voix)

### Jeux vidéo
- 1997 : Blade Runner (voix)
- 1998 : 1 001 Pattes : Tuck/Roll (voix)

### Voix françaises
- Version française
  - Jacques Frantz dans :
    - Richie Rich (film)

  - Jean-Michel Farcy dans:
    - Belles à mourir (film)

  - Marc Alfos dans :
    - Salut les frangins (série télé)
- Version québécoise
  - François L'Écuyer dans:
    - Belles à mourir (film)

  - Guy Nadon dans :
    - Ri¢hie Ri¢h (film)

  - Benoît Rousseau dans :
    - Tom et Huck (film)